# О’Нил, Фабиан
Фабиан Альберто О’Нил Домингес (исп. Fabián Alberto O'Neill Domínguez; 14 октября 1973[…], Пасо-де-лос-Торос, Такуарембо — 25 декабря 2022, Монтевидео) — уругвайский футболист, игравший на позиции атакующего полузащитника. Известен по выступлениям за клубы «Насьональ», «Кальяри» и сборную Уругвая. Был в заявке сборной Уругвая на чемпионате мира 2002 года.

## Клубная карьера
О’Нил — воспитанник клуба «Насьональ». В 1992 году он дебютировал в уругвайской Примере и в первом же сезоне стал чемпионом Уругвая. В команде Фабиан провёл три сезона, но так и не стал основным футболистом, в большинстве матчей выходя на замену.
В 1995 году он перешёл в итальянский «Кальяри». В своём первом сезоне О’Нил вместе с клубом вылетел из Серии А. В следующем сезоне он помог команде вернуться в элиту. В 2000 году он перешёл в «Ювентус», но из-за высокой конкуренции не смог пробиться в основу и в межсезонье стал футболистом «Перуджи». За полгода Фабиан сыграл в 9 матчах и отметился 1 мячом. Летом того же года он вернулся в «Кальяри», но, не сыграв ни одного матча, вернулся на родину в «Насьональ». В 2003 году О’Нил завершил карьеру.

## Международная карьера
В 1993 году O’Нил принял участие в розыгрыше Кубка Америки. 16 июня в матче группового этапа против сборной США он дебютировал за сборную Уругвая. 18 августа 1999 года в товарищеском матче против сборной Коста-Рики Фабиан забил свой первый гол за национальную команду.
В 2002 году O’Нил попал в заявку сборной на участие в чемпионате мира во Японии Южной Корее. На турнире он не смог выйти на поле из-за травмы ахиллова сухожилия.

### Голы за сборную Уругвая
| #   | Дата            | Место                     | Противник         | Результат | Соревнование      |
| --- | --------------- | ------------------------- | ----------------- | --------- | ----------------- |
| 01. | 18 августа 1999 | Монтевидео, Уругвай       | Коста-Рика        | 5:4       | Товарищеский матч |
| 02. | 27 марта 2002   | Даммам, Саудовская Аравия | Саудовская Аравия | 3:2       | Товарищеский матч |

## Достижения
«Насьональ»
- Чемпионат Уругвая по футболу — 1992

## Личная жизнь
О’Нил был старшим из пяти детей, рождённых Луисом Альберто О’Нилом и Мерседес Домингес. Он был праправнуком Майкла О’Нила, ирландца из графства Корк, прибывшего в Уругвай в 1837 году. Воспитывался бабушкой.
Состоял в официальном браке с женщиной по имени Андреа. У пары есть сын Фавио, также ставший футболистом. От других отношений у Фабиана родились две дочери, одна из которых, Мартина, является игроком в хоккей на траве.
Многие годы О’Нил страдал алкогольной зависимостью. Он умер 25 декабря 2022 года. ESPN сообщил, что О’Нил был госпитализирован за сутки до этого в состоянии комы с кровотечением из-за хронического заболевания печени.